# História do Kosovo
Na antiguidade, a região de Kosovo, nos Bálcãs, era conhecida como Dardânia e desde o século I fazia parte da província romana da Mésia. De c. 700 a 1455, a região de Kosovo tornou-se parte do Império Búlgaro, do Império Bizantino e, em seguida, pelos estados da Sérvia medieval, nomeadamente Ráscia (e sérvio cirílico: Рашка). Foi então conquistado pelo Império Otomano.
Foi parte do Império Otomano entre 1455 e 1912. A região esteve sob a dependência de Escópia tendo constituído uma província separada apenas em 1877. O Vilaiete do Kosovo data de 1875, com fronteiras muito diferente do Kosovo atual. Em 1912, apesar de ser uma zona de maioria albanesa, foi integrada na Sérvia e não ao principado da Albânia, criado naquele ano. Ocorreram rebeliões albanesas entre 1878 e 1881 e entre 1918 e 1924.  Então, em 1918, a Sérvia tornou-se parte da Iugoslávia. Entre 1941 e 1944 foi anexada à Albânia italiana, sob ocupação da Itália fascista. Após a reintegração a Iugoslávia tornou-se região autónoma, mas integrada na república da Sérvia.
Kosovo obteve autonomia em 1963 sob a direção de Josip Broz Tito, e perdeu seu status de província autônoma em 1989 sob Slobodan Milosevic. Em 1999, das Nações Unidas através da UNMIK ganhou o controle da província após a intervenção da OTAN e após uma resolução do Conselho de Segurança da ONU.
Em 17 de fevereiro de 2008, o Parlamento do Kosovo declarou sua independência, como a República do Kosovo, com o reconhecimento parcial da referida declaração.

## História antiga

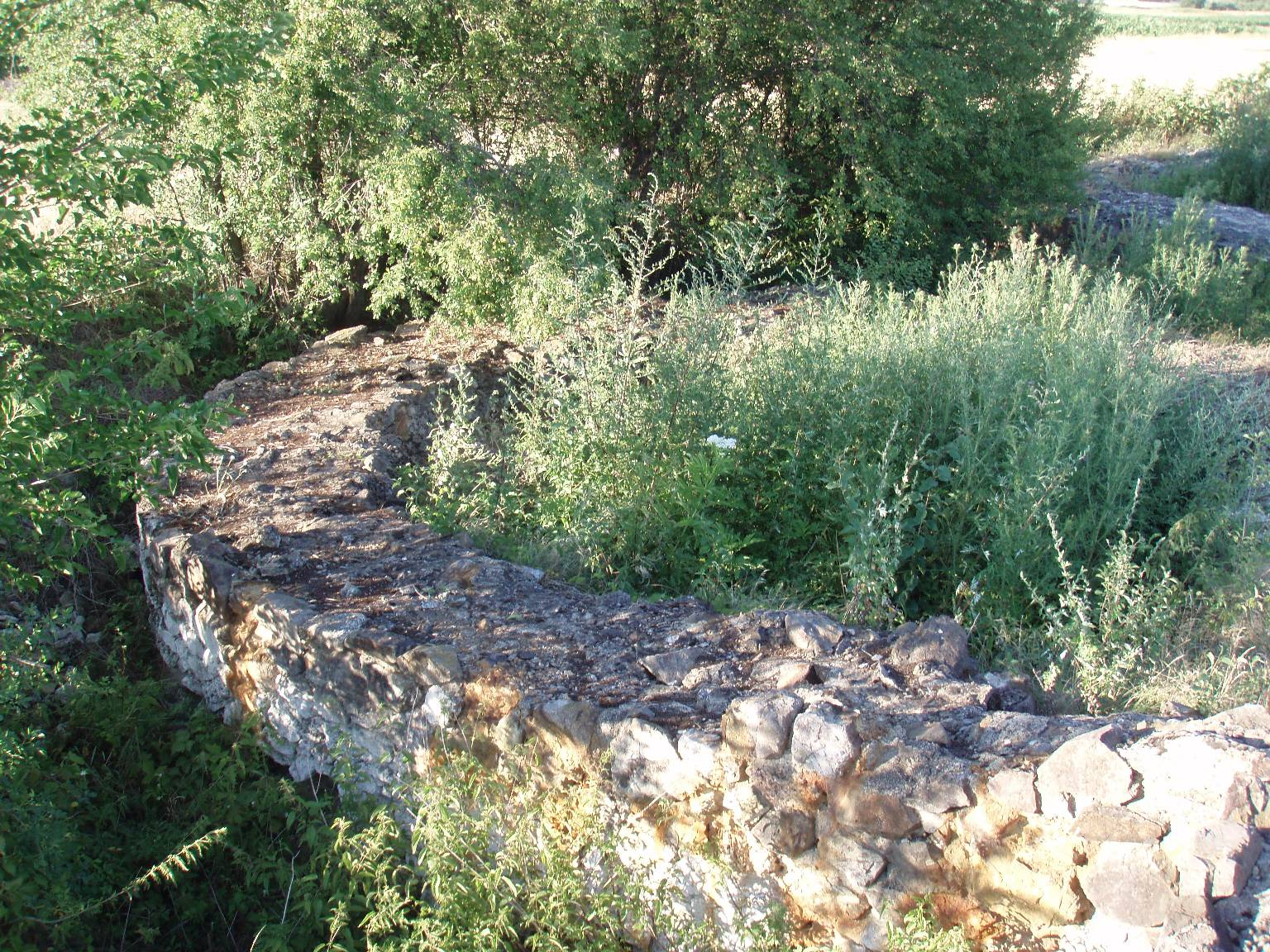
Muros de um antigo assentamento romano em Ulpiana, uma das principais cidades da antiga Dardânia

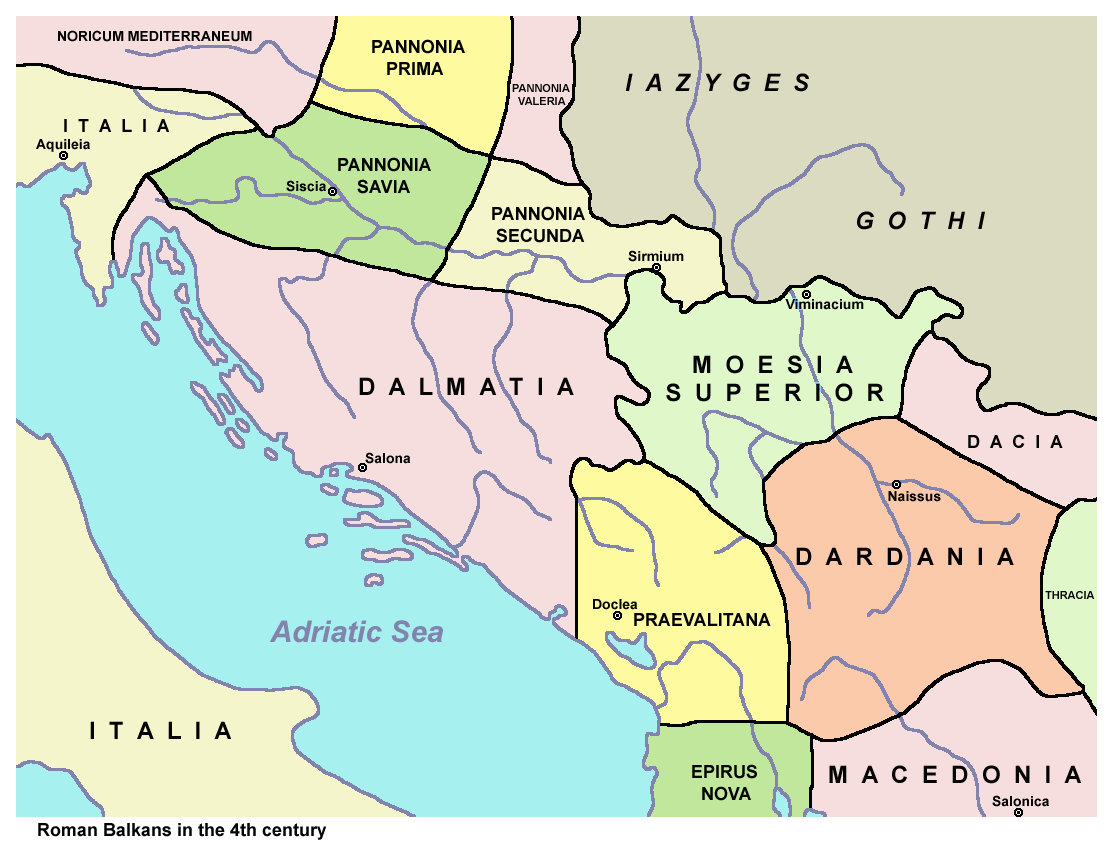
Província Romana da Dardânia, no século IV

Pouco se sabe sobre Kosovo antes do século XI. É sabido que durante o período Neolítico, o atual território do Kosovo estava sob o controle da chamada cultura de Vinča-Turdaş e vestígios arqueológicos de túmulos da Idade do Bronze e da Idade do Ferro foram encontrados em Metóquia, mas não na zona oriental. Os Dardânios e Tribálios, tribos indo-europeias de origem traco-ilíria, viveram no local entre os séculos IV e III a.C. Até ao 160 a.C., a área começou a ser conquistada pelos romanos e integrada ao seu Império, como parte da província da Ilíria, em 59 a.C. A área chamada de Dardânia, tornou-se parte da Mésia Superior no ano de 87 e, em seguida, constituiu a sua própria divisão, perto do ano de 284, sob o reinado de Diocleciano, com capital na atual cidade de Nis (sul da Sérvia).
No final do século VI e princípios do VII, uma onda de migração de eslavos chegaram à região sob o domínio do Império Bizantino, miscigenando com latinos e trácio-ilírios que habitavam a região. O Primeiro Império Búlgaro conquistou a área aproximadamente até o ano de 850, Constantinopla foi recapturada em 1018 sob o comando do imperador Basílio II Bulgaróctono. Vários pequenos reinos sérvios se instalaram na parte noroeste do Kosovo, liderando a resistência eslava contra o domínio bizantino, enquanto que as duas culturas se misturaram ao longo dos anos. Finalmente, a região estaria sob o controle do principado sérvio de Ráscia após vitórias Estêvão Nêmania contra o principado de Dóclea (atual Montenegro) e seu sucessor, Estêvão I, em 1216.

## Era medieval

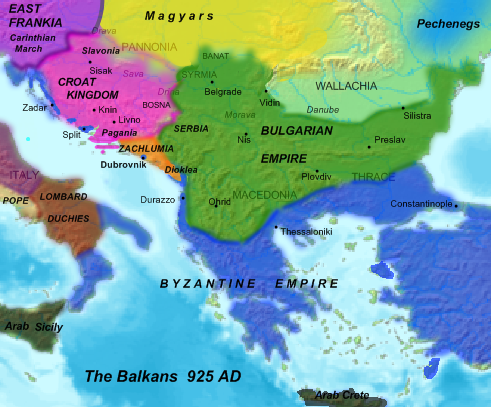
Kosovo no Império Búlgaro, século X

### Império Búlgaro (850 a 1014)
A região foi incorporada ao Primeiro Império Búlgaro durante o reinado do cã Presiano I (r. 836–852). Numerosas igrejas e mosteiros foram construídos depois da cristianização da Bulgária em 864. Manteve-se dentro das fronteiras da Bulgária por 150 anos, até 101], quando o país foi invadido pelos bizantinos depois de meio século de amarga luta. De acordo com o Sobre a Administração Imperial obra erudita do século X do imperador Constantino VII, as terras povoadas por sérvios caíram ao noroeste de Kosovo e a região era búlgara.
Durante a Revolta de Pedro Deliano (1040-1041), Kosovo foi logo libertado e, durante a Revolta de Jorge, o Boitaco, em 1072, Pedro III foi proclamado imperador da Bulgária em Prizren de onde o exército búlgaro marchou para Escópia.
No início do século XIII, Kosovo foi reincorporado no Império Búlgaro restaurado, mas o controle búlgaro desapareceu após a morte do imperador João Asen II (1218-1241).

### Império Bizantino (1014 - 1180)
O domínio bizantino foi posteriormente reafirmado pelo vigoroso imperador Basílio II Bulgaróctono. A Sérvia neste momento não era um estado unido: uma série de pequenos reinos sérvios estabelecidos ao norte e oeste do Kosovo, de que Ráscia (moderna Sérvia central) e Dóclea (Montenegro) foram os mais fortes. Na década de 1180, o governante sérvio Estêvão Nêmania assumiu o controle de Dóclea e partes do Kosovo. Seu sucessor, Estêvão I assumiu o controle do resto do Kosovo em 1216, criando um estado incorporando a maioria da área que é atualmente Sérvia e Montenegro.

### Sérvia (1241 - 1455)

Região do Kosovo no interior do Reino Sérvio, c. 1265

Kosovo foi absorvido pela Sérvia no final do século XII, e foi parte do Império Sérvio de 1346 a 1371. Em 1389, na famosa Batalha do Kosovo, o exército do príncipe sérvio Lázaro Hrebljanovic foi derrotado pelos turcos otomanos, que finalmente assumiram o controle do território em 1455.

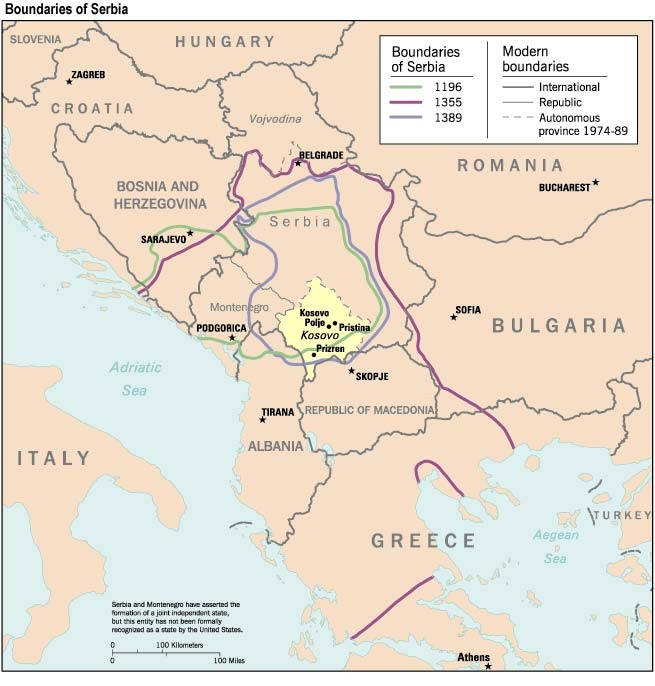
Mapa: "Kosovo: História de um hot spot balcânico", 1998

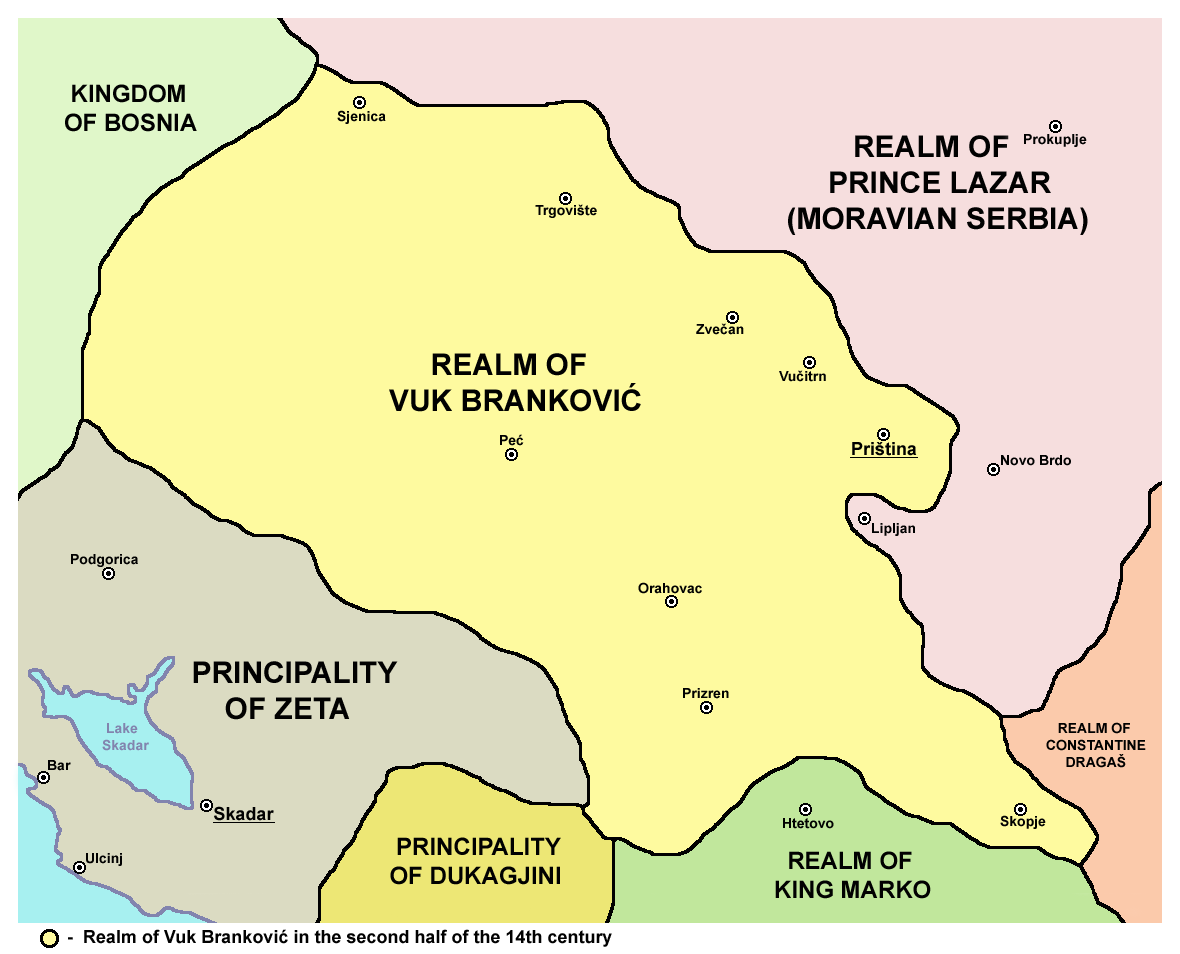
Reino de Lobo Gargurevitch no século XIV

Durante o governo da dinastia Nemânica, muitas igrejas e mosteiros ortodoxos sérvios foram construídos em todo o território sérvio. Os governantes Nemânica alternativamente utilizaram Prizren e Pristina como suas capitais. Grandes propriedades foram doadas para os mosteiros no Kosovo ocidental (Metóquia). As igrejas mais proeminentes em Kosovo - o Patriarcado de Pec, a igreja em Gračanica e o mosteiro de Visoki Dečani (perto de Dečani) - foram todos construídos durante este período. Kosovo era economicamente importante, tal como a moderna capital de Kosovo, Pristina, que era um importante centro comercial nas rotas principais para os portos do Mar Adriático. Assim, a mineração foi uma indústria importante em Novo Brdo e Janjevo que contavam com suas comunidades de mineiros emigrados  saxões e comerciantes de Ragusa. Em 1450, as minas de Novo Brdo estavam produzindo cerca de 6.000 kg de prata por ano.
A composição étnica da população do Kosovo durante este período incluíram sérvios, albaneses, e valacos juntamente com um número simbólico de gregos, arménios, saxões e búlgaros, de acordo com estatísticas dos monastérios sérvios ou chrysobulls. A maioria dos nomes dados nas estatísticas são predominantemente eslavos, em vez de albaneses. Isso tem sido interpretado como evidência de uma maioria esmagadora sérvia. Esta afirmação parece ser suportada pelo cadastro fiscal do censo turco (defter) de 1455 que levou em conta a religião e língua, e encontrou uma esmagadora maioria sérvia.
A identidade étnica a partir da Idade Média era um tanto fluida em toda a Europa, e as pessoas naquela época não parecem ter-se definido rigidamente por uma única identidade étnica. Os de origem eslava, particularmente de antecedentes sérvio, parecem ter sido a população dominante culturalmente e foram uma maioria demográfica também.
Em 1355, o Estado sérvio se desfez com a morte do imperador Estêvão Uresis IV e foi dissolvido em feudos, com brigas entre eles. O momento foi perfeitamente preciso dentro da expansão otomana. O Império Otomano teve a oportunidade de explorar a fragilidade da Sérvia e invadiu.

#### Batalhas de Kosovo

##### Primeira Batalha de Kosovo
A Primeira Batalha de Kosovo ocorreu no campo de Kosovo Polje em 28 de junho de 1389, quando o cnezo ("príncipe") da Sérvia, Lázaro Hrebeljanović, formou uma coalizão de soldados cristãos, composta de sérvios, mas com pequenos números também de sérvios bósnios, albaneses, búlgaros, magiares e uma tropa de mercenários saxões. O Sultão Murade I também reuniu uma coalizão de soldados e voluntários dos países vizinhos na Anatólia e Rumélia. Os números exatos são difíceis de encontrar, mas relatos históricos mais confiáveis sugerem que o exército cristão foi fortemente superado em número pelo otomano. [carece de fontes?] Os números combinados dos dois exércitos pode ter sido inferior a 100.000. O exército sérvio foi derrotado e Lazar foi morto, embora Murade tenha sido assassinado por Miloš Obilic. Embora a batalha foi mitificada como uma grande derrota da Sérvia, na época a opinião estava dividida sobre se foi uma derrota da Sérvia, um empate ou possivelmente até mesmo uma vitória sérvia; pois, a Sérvia manteve a sua independência e controle esporádico de Kosovo até a derrota final em 1455, e findo o qual, a Sérvia se tornou parte do Império Otomano. A fortaleza de Novo Brdo, importante no momento devido ao suas ricas minas de prata, ficou sob cerco durante 40 dias pelos otomanos durante esse ano, capitulando e tornando-se ocupada pelos otomanos em 1 de junho de 1455.

##### Segunda Batalha de Kosovo
A Segunda Batalha de Kosovo foi travada ao longo de um período de dois dias em Outubro de 1448, entre uma força liderada pelo húngaro John Hunyadi e um exército otomano liderado por Murade II. Significativamente maior do que a primeira, com ambos os exércitos de numeração duas vezes maior que da primeira batalha, o final foi o mesmo, e o exército húngaro foi derrotado na batalha e expulso do território. Embora a perda da batalha foi um revés para aqueles que resistiam à invasão otomana da Europa naquela época, não foi um "duro golpe para a causa". Hunyadi foi capaz de manter a resistência húngara aos otomanos durante toda a sua vida.

## Kosovo Otomano (1455 a 1912)

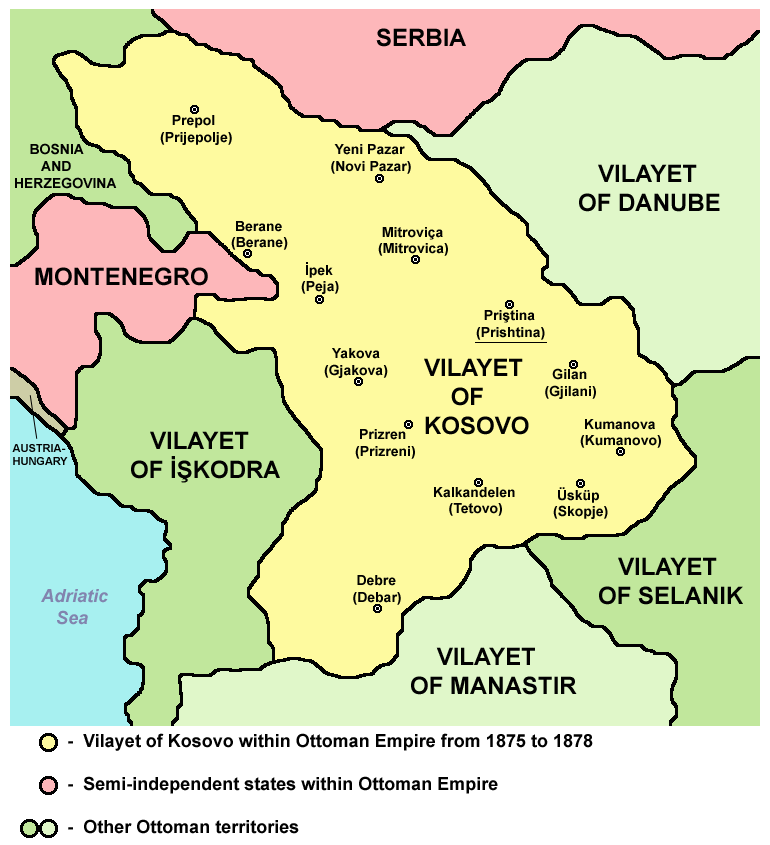
Vilaiete de Kosovo, 1875-1878

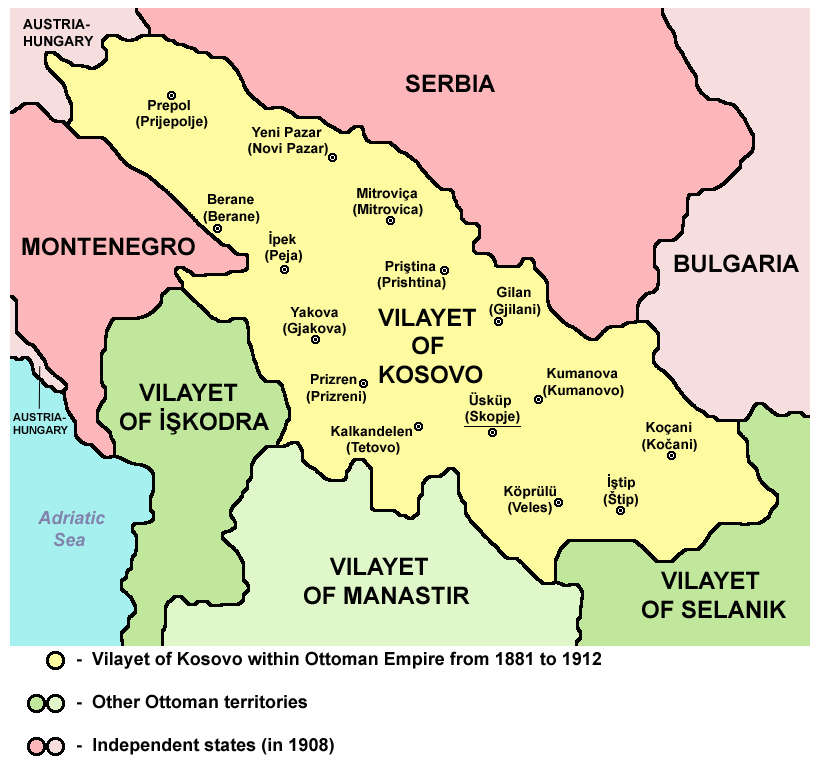
Vilaiete de Kosovo, 1881-1912

Após a conquista otomana, o território de Kosovo se tornou parte da Rumélia, o que corresponde aproximadamente ao território abrangido pelo Império na Europa. Várias entidades administrativas, chamadas sanjaco, se formaram no Kosovo por um sanjaco-bei.
A principal mudança após a invasão foi o processo de islamização realizado na área, que começou logo após a chegada dos otomanos. Apesar de terem o controle total do território, foi um processo lento, que levou pelo menos um século, e centrou-se inicialmente nas cidades. Muitos cristãos abraçaram a nova fé, principalmente por razões econômicas e por causa dos benefícios sociais consideráveis e direitos concedidos aos muçulmanos. Essa conversão foi seguida pela chegada de colonos Arnautas (albaneses islamizados) a partir do século XVII, começaram a aumentar em número em comparação com o povo de origem eslava. A vida religiosa cristã continuou, apesar das dificuldades, mas tanto as igrejas ortodoxa quanto as católicas e seus seguidores enfrentaram altos níveis de tributação.
Em 1689, o Kosovo foi muito desestabilizado pela guerra entre os otomanos e o Santo Império Romano sob o domínio dos Habsburgos. Em outubro do mesmo ano, uma pequena força comandada pelo austríaco Ludwig von Baden Markgraf conseguiu avançar para o Kosovo, capturando Belgrado no caminho. Muitos sérvios juraram lealdade aos austríacos, alguns até se juntaram ao exército de von Baden. Por sua parte, os arnaultas deram o seu apoio aos otomanos. No verão seguinte, porém, um contra-ataque otomano forçou os austríacos a recuar para a fortaleza em Nis, perto de Belgrado e, finalmente, retroceder ao Danúbio, retornando para a Hungria.
A ofensiva otomana foi acompanhada por represálias selvagens e saques, principalmente contra os sérvios, para os quais muitos foram obrigados a emigrar com as tropas austríacas. O patriarca ortodoxo sérvio Arsenije III fugiram com mais de 30.000 eslavos de acordo com os registros no evento conhecido como a Grande Migração (Velike seobе em sérvio). Nesta situação, o Kosovo tornou-se uma região predominantemente de etnia albanesa, mas permaneceu por muitos séculos com minorias cristãs.
Ao final do século XIX, viu o surgimento de sentimentos nacionalistas por parte dos albaneses, que afetou também os que viviam no território do Kosovo. O governo fez uma reforma administrativa em 1864, criando uma província ou Vilaiete de Kosovo, que abrange territórios que incluem, atualmente parte da Albânia, a República da Macedônia e Montenegro. Contudo, estas reformas não foram suficientes para satisfazer os desejos de maior autonomia. Assim, a 10 de julho de 1878 formaram a Liga de Prizren, na cidade kosovar de mesmo nome, onde quatro vilaietes albaneses (incluindo o Kosovo) se uniram para lutar por sua independência e para defender o território dos reinos eslavos nas proximidades, que haviam derrotado os turcos na recente Guerra Russo-Turca, onde a Liga seria desfeita em 1881 pelas forças do sultanato.
O território veria o seu destino confrontado pelos resultados da Primeira e da Segunda Guerra Balcânica. A derrota definitiva do Império Otomano na primeira, implicou na remoção permanente destes em grande parte dos Balcãs, incluindo o Kosovo, e permitiu a formação da Albânia para formar um Estado-nação para os habitantes dessa etnia. No entanto, a vitória nestas guerras foi utilizada pela Sérvia para restaurar os antigos territórios sob seu controle, incluindo o Kosovo e o norte da Macedônia. Assim, presume-se que um terço do total da população albanesa estava dentro das fronteiras da Sérvia.

## Guerras dos Bálcãs

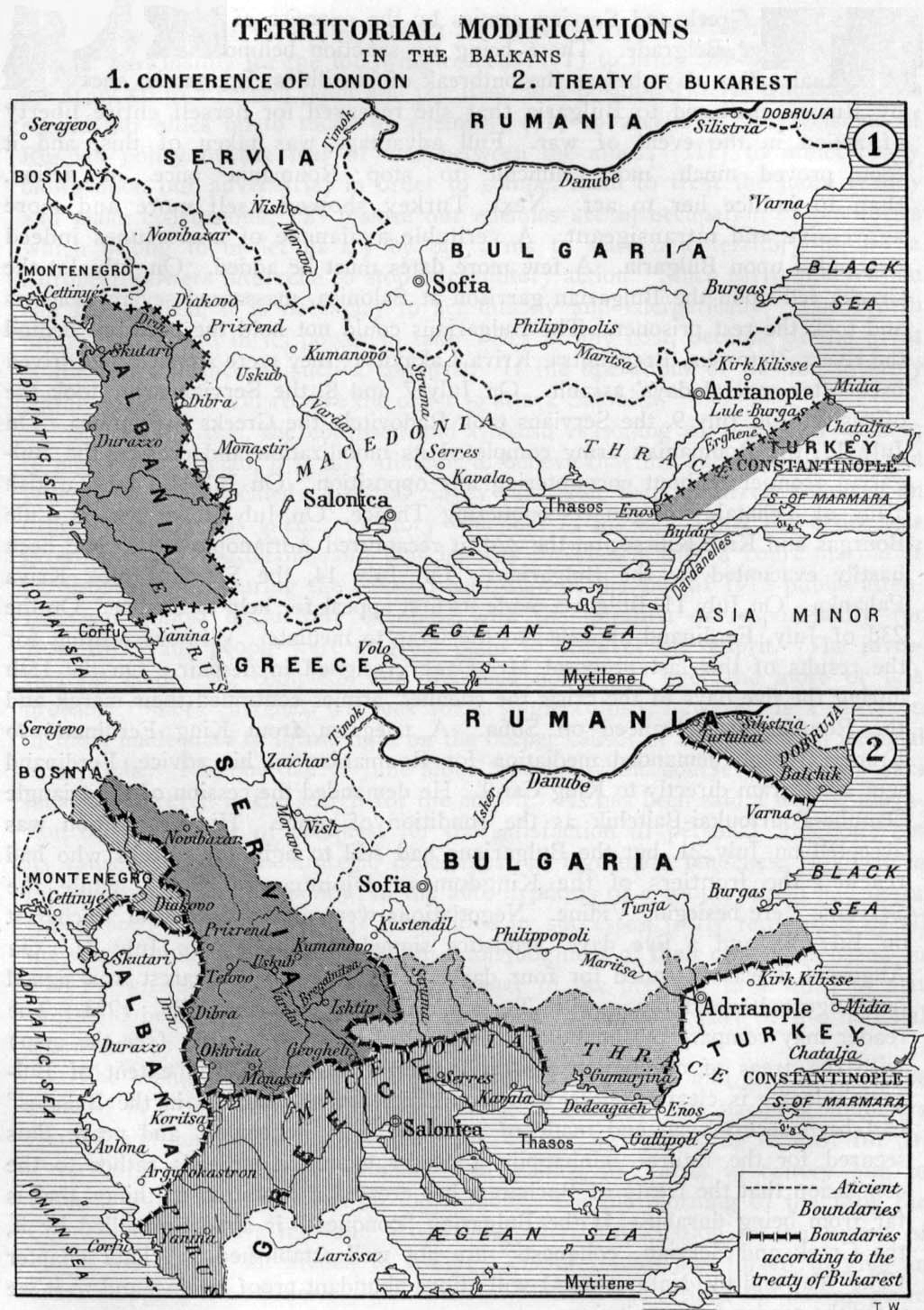
Fronteiras nos Bálcãs após a Primeira e Segunda Guerra Balcânica

Em 1912, durante as guerras dos Balcãs, a maior parte do Kosovo foi anexada pelo Reino da Sérvia, enquanto a região de Metóquia (em albanês: Dukagjini) foi tomada pelo Reino de Montenegro. Kosovo foi dividido em quatro municípios: três sendo uma parte da entidade da Sérvia (Zvecan, Kosovo e Metóquia do sul), uma de Montenegro (Norte de Metóquia).
Após a Primeira Guerra Balcânica, em 1912, o Kosovo foi reconhecido internacionalmente como parte da Sérvia e Metóquia do Norte como parte de Montenegro, no Tratado de Londres, em maio de 1913. Em 1918, a Sérvia tornou-se parte do recém criado Reino dos Sérvios, Croatas e Eslovenos, mais tarde chamado Iugoslávia.

## I Guerra Mundial eInterbellum
O período de 1918 a 1929 do Reino dos Sérvios, Croatas e Eslovenos, testemunhou um aumento da população sérvia da região e um declínio dos não-sérvios. Em 1929, o Kosovo foi dividido entre a Banovina Zeta, a leste com a capital em Cetinje, Banovina Vardar no sudeste do país, com capital em Escópia e Banovina Morava no nordeste com a capital em Nis.
A integração do Kosovo a Sérvia, provocou uma forte mudança demográfica, milhares de famílias albanesas se mudaram para o novo estado-nação da Albânia, enquanto as novas autoridades incentivaram um plano de colonização sérvia e procedimentos de limpeza étnica, que incluíam massacres de albaneses. A eclosão da Primeira Guerra Mundial iria criar uma oportunidade para os albaneses para recuperar alguma parte da sua autonomia, aliando-se alguns de seus líderes  as tropas da Áustria-Hungria e do Reino da Bulgária, que forçou a retirada das forças sérvias entre 1914 e 1915 No entanto, a participação dos exércitos da Tríplice Entente permitiram derrotar as Potências Centrais e a vitória da Sérvia.
Em 1918, com o fim da Grande Guerra, Montenegro foi absorvido pela Sérvia e, em seguida, este país se unificaria com os territórios formados após a desintegração do Império Austro-Húngaro, dando origem ao Reino dos Sérvios, Croatas e Eslovenos, que iria adquirir, em 1929, nome de Reino da Iugoslávia. Kosovo foi dividido em vários pequenas governos e a perseguição dos albaneses étnicos prosseguiu, negando o estatuto de minoria ao considerá-los como "separatistas". Em 1921, os grupos albaneses denunciaram os assassinatos em massa para a Liga das Nações, solicitando uma unificação do território com a Albânia, o que foi negado. Enquanto isso, centenas de milhares de albaneses fugiram do país e até mesmo o governo iugoslavo estabeleceu negociações com a Turquia para a deportação de 240 mil albaneses do Kosovo.

## II Guerra Mundial

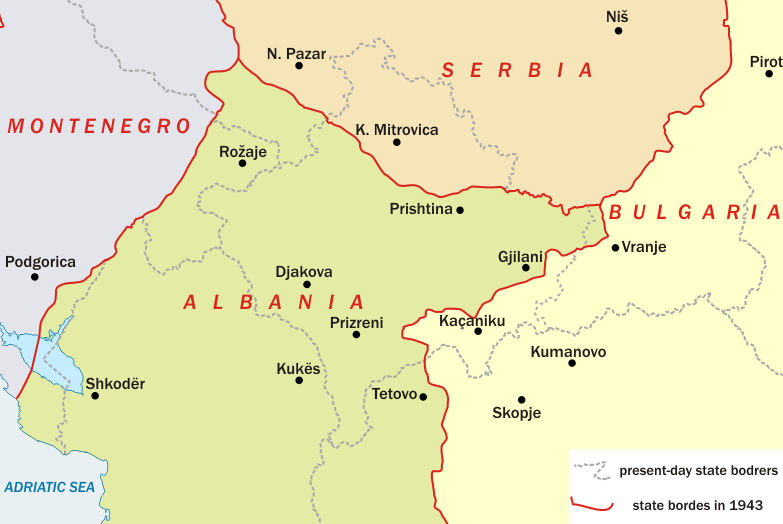
Kosovo em 1941

No âmbito da Segunda Guerra Mundial, os exércitos das potências do Eixo invadiram a Iugoslávia em 1941, desmantelando em diversos territórios sob seu controle. Grande parte do Kosovo foi dado à "Grande Albânia" ocupada pela Itália fascista, o sul ficou sob a administração do Reino da Bulgária (formando a "Bulgária Maior") e o norte a Sérvia de Nedić. Durante a ocupação, os grupos armados albaneses locais (chamados Vulnetari) lançaram uma campanha para estabelecer uma homogeneidade étnica no território do Kosovo, pelo qual se realizaram massacres e deportações de eslavos, judeus e ciganos, que aumentaria após a capitulação italiana e a ocupação da Albânia pela Alemanha nazista em setembro de 1943. Estima-se que entre 10 mil e 30 mil sérvios foram mortos e 100 mil fugiram da área.
Como as forças do Eixo foram superadas pelas tropas aliadas, a resistência albanesa contra a ocupação cresceu e começou a deslocar as forças alemãs. No entanto, o estatuto do Kosovo era uma fonte de confronto entre os nacionalistas e partisans comunistas, enquanto os primeira esperavam que após o fim do conflito, o Kosovo permaneceria parte da Albânia, os últimos tinham a esperança de que uma vez libertada e rearticulada a Iugoslávia, cederia ao território de pacificamente. A vitória dos partisans e o apoio desses as tropas iugoslavas de Josip Broz Tito finalmente permitiu a permanecência do Kosovo, na recém-formada República Democrática Federal da Iugoslávia em 1946.

## Kosovo na Segunda Iugoslávia (1945-1996)

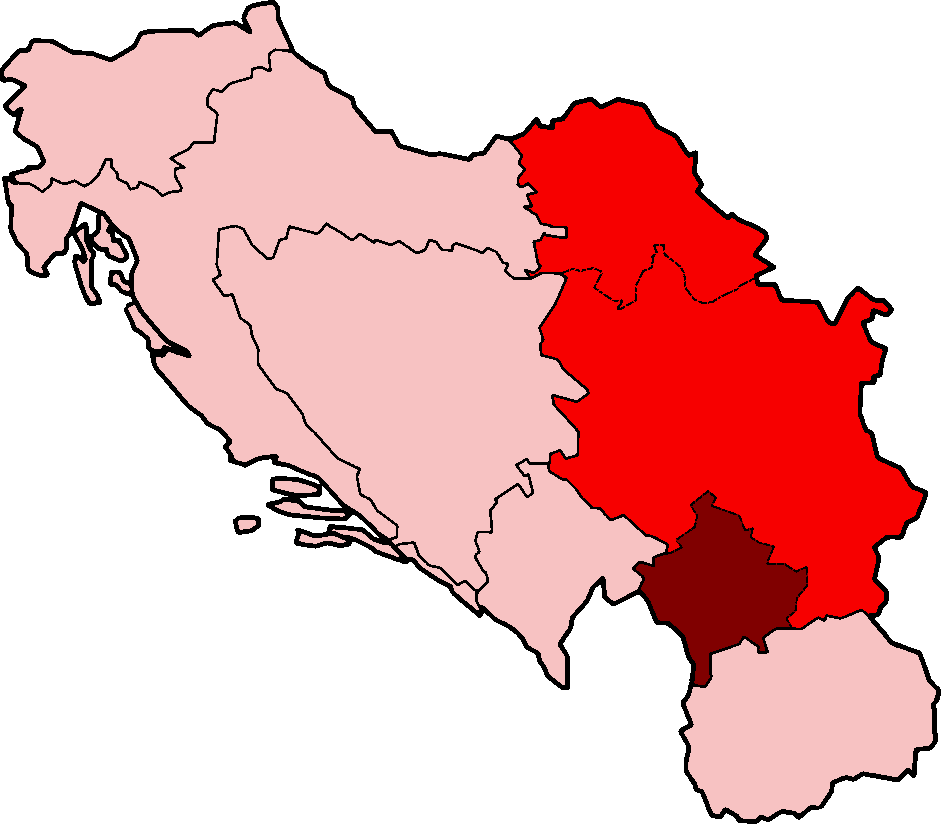
Província Socialista Autônoma de Kosovo da República Socialista da Sérvia no interior da República Federal Socialista da Iugoslávia, 1974-1990

Após o fim da guerra e o estabelecimento do regime comunista de Tito, foi concedido ao Kosovo o estatuto de região autônoma da Sérvia em 1946 e se tornou uma província autônoma em 1963. O governo comunista não permite o retorno de muitos dos refugiados sérvios, entretanto continua com as prisões e os assassinatos de albaneses nacionalistas, culminando no massacre de Tivar, onde presume-se que entre 3.000 e 4.000 albaneses do Kosovo que resistiam ao regime iugoslavo foram mortos com metralhadoras (Tito havia poupado muitos albaneses identificados como colaboradores com os alemães durante a ocupação nazista, o que não foi esquecido pelos sérvios expulsos do Kosovo, que sofreram a "primeira" limpeza étnica nas mãos daqueles.)
Com a aprovação da Constituição Iugoslava de 1974, o Kosovo obteve um virtual auto-governo. O governo provincial havia implementado o currículo albanês nas escolas do Kosovo: livros obsoletos e excedentes da Albânia de Enver Hoxha foram obtidos e colocados em uso.
Ao longo de 1980, as tensões entre as comunidades albanesa e sérvia na província escalaram. A comunidade albanesa favorecia uma maior autonomia para o Kosovo enquanto que os sérvios apoiavam laços mais estreitos com o resto da Sérvia. Havia pouca aprovação para a unificação com a Albânia, em si, que era governada por um governo stalinista cujo padrão de vida era consideravelmente pior do que o Kosovo. No início de Março de 1981, estudantes kosovares albaneses organizaram protestos para exigir que o Kosovo se tornasse uma República no seio da Iugoslávia. Estes protestos rapidamente evoluiram para violentos distúrbios "envolvendo vinte mil pessoas em seis cidades", que foram contidos duramente pelo governo iugoslavo. Dois mil estudantes foram envenenados quando se contaminaram as tubulações de água que abasteciam seus dormitórios.
OS sérvios residentes no Kosovo foram discriminados pelo governo provincial (o termo "limpeza étnica" foi cunhado para se referir a essas ações), especialmente pelas autoridades policiais locais que não puniam os crimes relatados contra sérvios. O ambiente era cada vez mais difícil no Kosovo.
Talvez a queixa mais politicamente explosiva dirigida pelos sérvios do Kosovo era que eles estavam sendo negligenciados pelas autoridades comunistas em Belgrado. . Em agosto de 1987, durante os últimos dias do regime comunista na Iugoslávia, o Kosovo foi visitado por Slobodan Milosevic, um político em ascensão na época, que apelou para o nacionalismo sérvio para promover sua carreira. Tendo reunido uma grande multidão em um comício em comemoração da Batalha do Kosovo, prometeu aos sérvios do Kosovo que "ninguém se atreveria a golpeá-los" e se tornou um herói instantâneo dos sérvios no Kosovo. No final do ano, Milosevic estava no controle do governo sérvio.
Em 1989, a autonomia de Kosovo e da província de Voivodina foi drasticamente reduzida através de um referendo realizado em toda a Sérvia. O referendo aprovou uma nova constituição que permitia um sistema multipartidário, introduziu a liberdade de expressão e promoveu os direitos humanos. Mesmo que, na prática, foi subvertido pelo governo de Milosevic, que recorreu a manipular as eleições, controlando a maior parte dos meios de comunicação e foi acusado de violações dos direitos humanos dos seus opositores e das minorias étnicas, este foi um passo à frente da constituição pré-comunista. Reduziu significativamente os direitos das províncias e permitiu que o governo da Sérvia exercesse controle direto sobre muitas áreas anteriormente autônomas. Em particular, as mudanças constitucionais entregaram o controle da polícia, do sistema judicial, da economia, do sistema educacional e da política linguística para o governo sérvio. A nova Constituição foi fortemente contestada por muitas das minorias nacionais na Sérvia, que a viam como um meio para impor às províncias leis centralizadas com base na etnia .
Os albaneses de Kosovo se recusaram a participar do referendo, considerando-o ilegítimo, mas a nova Constituição devia ser ratificada pela Assembleia do Kosovo. . A Assembleia foi inicialmente contrária à Constituição, mas em março de 1989, quando ela se reuniu para discutir as propostas, tanques e veículos blindados cercaram e obrigaram os delegados a aceitar as emendas.

### Desintegração da Iugoslávia
As tensões inter-étnicas continuaram a agravar-se no Kosovo durante a década de 1980. O Memorando da Academia Sérvia de 1986 alertava que a Iugoslávia estava sofrendo de conflitos étnicos e a desintegração da economia iugoslava em diferentes setores econômicos e territóriais, que visavam transformar o Estado federal em uma confederação.

Principais etnias e nacionalidades na Iugoslávia em 1998

Em 28 de junho de 1989, Slobodan Milosevic proferiu o discurso de Gazimestan a frente de um grande número de cidadãos sérvios na celebração principal que marca o 600º aniversário da Batalha de Kosovo. Muitos pensam que esse discurso ajudou Milošević a consolidar a sua autoridade na Sérvia. . Em 1989, Milosevic, empregando uma combinação de intimidação e de manobras políticas, reduziu drasticamente estatuto especial autônomo do Kosovo dentro da Sérvia e iniciou a opressão cultural da população de etnia albanesa. . Os albaneses de Kosovo responderam com um movimento separatista não-violento, empregando desobediência civil generalizada e a criação de estruturas paralelas na educação, cuidados médicos, e fiscalidade, com o objetivo final de alcançar a independência do Kosovo .
Em 2 de julho de 1990, o auto-declarado parlamento de Kosovo declarou o Kosovo como um país independente, a República de Kosova. Em maio de 1992, Ibrahim Rugova foi eleito presidente. Durante sua existência, a República de Kosova só foi reconhecida pela Albânia; sendo formalmente dissolvida em 2000, após a Guerra do Kosovo, quando suas instituições foram substituídas pela Estrutura Conjunta Administrativa Intercalar estabelecida pela Missão de Administração Interina das Nações Unidas no Kosovo (UNMIK).

## Guerra do Kosovo
O aumento da autonomia para os albaneses do Kosovo levou a confrontos com a comunidade sérvia, que era uma parte importante da região, e que se sentiam discriminados, assim, a população kosovar foi se tornando cada vez mais albanesa, por causa das altas taxas de natalidade destes em comparação com os sérvios. Com a morte de Tito em 1980, as tensões étnicas foram aumentado em toda a Iugoslávia e especialmente no Kosovo. Enquanto os albaneses protestavam para obter o status de república e sua secessão da República Socialista da Sérvia, os sérvios exigiam mais direitos contra a discriminação e a violência étnica. Em meados da década de 1980, o aumento do nacionalismo na Sérvia, que foi encarnado por Slobodan Milosevic e do qual se aproveitou para ascender ao poder. Milosevic tornou-se rapidamente o líder da Sérvia em 1987 e conseguiu modificar de forma que os representantes do Kosovo e Voivodina (Província autônoma da Sérvia) no Conselho Federal fossem eleitos pela RS da Sérvia, aumentando o poder dessa divisão no seio da Iugoslávia. Esta mudança foi rejeitada tanto pelos albaneses do Kosovo, o que também provocou protestos, quanto pelos representantes das outras repúblicas socialistas (principalmente Croácia e Eslovênia).
Em 1989, a autonomia foi revogada e introduziu-se uma série de medidas que reduziram a participação dos albaneses e ainda provocou a expulsão de 80.000 membros da comunidade do seu trabalho a fim de migrar para outras regiões, enquanto foi promovida a colonização sérvia. Uma nova Constituição foi ratificada pela Assembleia do Kosovo com tanques e carros blindados cercando o local, que concedeu o controle da polícia, justiça, educação, economia e políticas de língua sérvia. Os problemas se repetiram em outras partes do país, o que somado ao processo de democratização experimentado levou à dissolução da Iugoslávia. Em dois anos, quatro das seis repúblicas que compunham o país declararam a independência em 1991 e 1992, Sérvia e Montenegro formaram a República Federal da Iugoslávia, e esses novos países travaram uma série de conflitos militares.

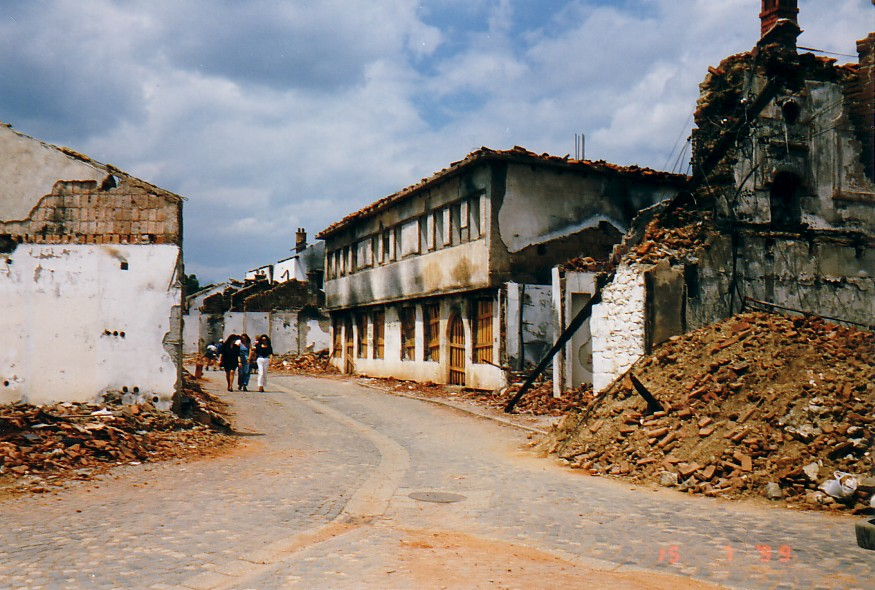
Vista de uma localidade kosovar em 1999, destruída pela Guerra do Kosovo

Kosovo, ainda oficialmente parte da Sérvia, declarou sua independência em 22 de setembro de 1991, que seria aprovada quase por unanimidade pela população albanesa. Uma série de instituições paralelas governamentais foram criadas em 1990 sob a liderança de Ibrahim Rugova, eleito em 1992 como Presidente do Kosovo, mas este governo não foi reconhecido internacionalmente. Nessa época, fundou o Exército de Libertação do Kosovo (ELK) destinado a defender a autonomia albanesa estabelecida nos últimos anos. Vários confrontos entre os guerrilheiros do ELK e o exército iugoslavo ocorreram, mas somente por volta de 1998, despertaram interesse na comunidade internacional. Várias organizações tentaram um acordo de paz que finalmente não foi alcançado. Relatos de assassinatos em massa de albaneses étnicos na aldeia de Racak exerceram influência sobre as potências ocidentais a intervir diretamente no conflito com o pretexto de evitar a "limpeza étnica", à semelhança do que havia acontecido anos atrás, na Guerra da Bósnia. Posteriormente, a partir de 2000, houve relatos de dados de vítimas, especialmente em Racak, haviam sido manipulados, a fim de precipitar a intervenção da OTAN .

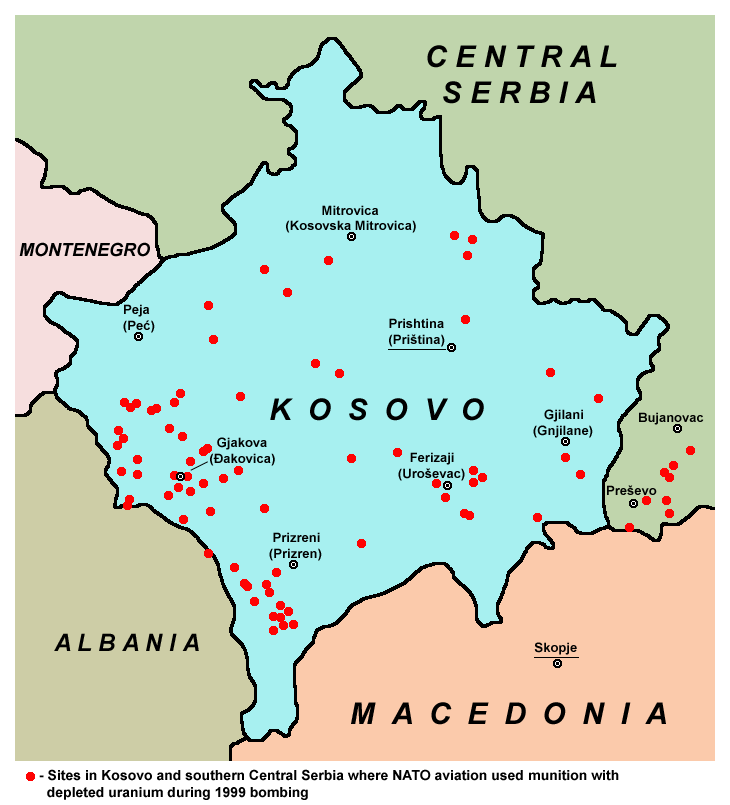
Áreas no Kosovo e no sul da Sérvia Central, onde a aviação da OTAN utilizou munições com urânio empobrecido no bombardeio de 1999

Depois do fracasso da rodada de negociações da Conferência de Rambouillet (formada por líderes iugoslavos e a comunidade albanesa em Kosovo e representantes das principais potências mundiais), a Organização do Tratado do Atlântico Norte (Otan) lançou uma ofensiva contra o governo iugoslavo, oficialmente dando início à Guerra do Kosovo. Entre 24 de Março e 10 de julho de 1999, a OTAN bombardeou vários alvos na Sérvia (principalmente na capital, Belgrado), causando a perda de milhares de vidas e danos irreparáveis à sua infra-estrutura; enquanto que os sérvios respondiam com vários ataques a civis albaneses no Kosovo, criando um grande êxodo da comunidade. A ONU afirma que mais de 848 mil pessoas se tornaram refugiados, enquanto o número de mortes ultrapassou 10 mil civis e desaparecidos mais de 3.000. Durante a guerra, Robin Cook, ministro das Relações Exteriores britânico, afirmou que o número de mortos chegou a 300.000.Depois de meses de trabalho, as equipes do Tribunal Penal Internacional para a antiga Jugoslávia só tinha contado 2.018 corpos exumados.
Alguns historiadores afirmam que a guerra no Kosovo fez parte de uma campanha orquestrada pelos Estados Unidos a fim de aumentar seu controle nos Balcãs e derrubar o regime de Milosevic. Para isso, argumenta-se que o número de mortes foram aumentados, e que agentes da inteligência estadunidense eficazmente colaborou com os guerrilheiros do UCK, a quem treinaram para combater contra as forças federais iugoslavas.

## Missão das Nações Unidas (UNMIK)

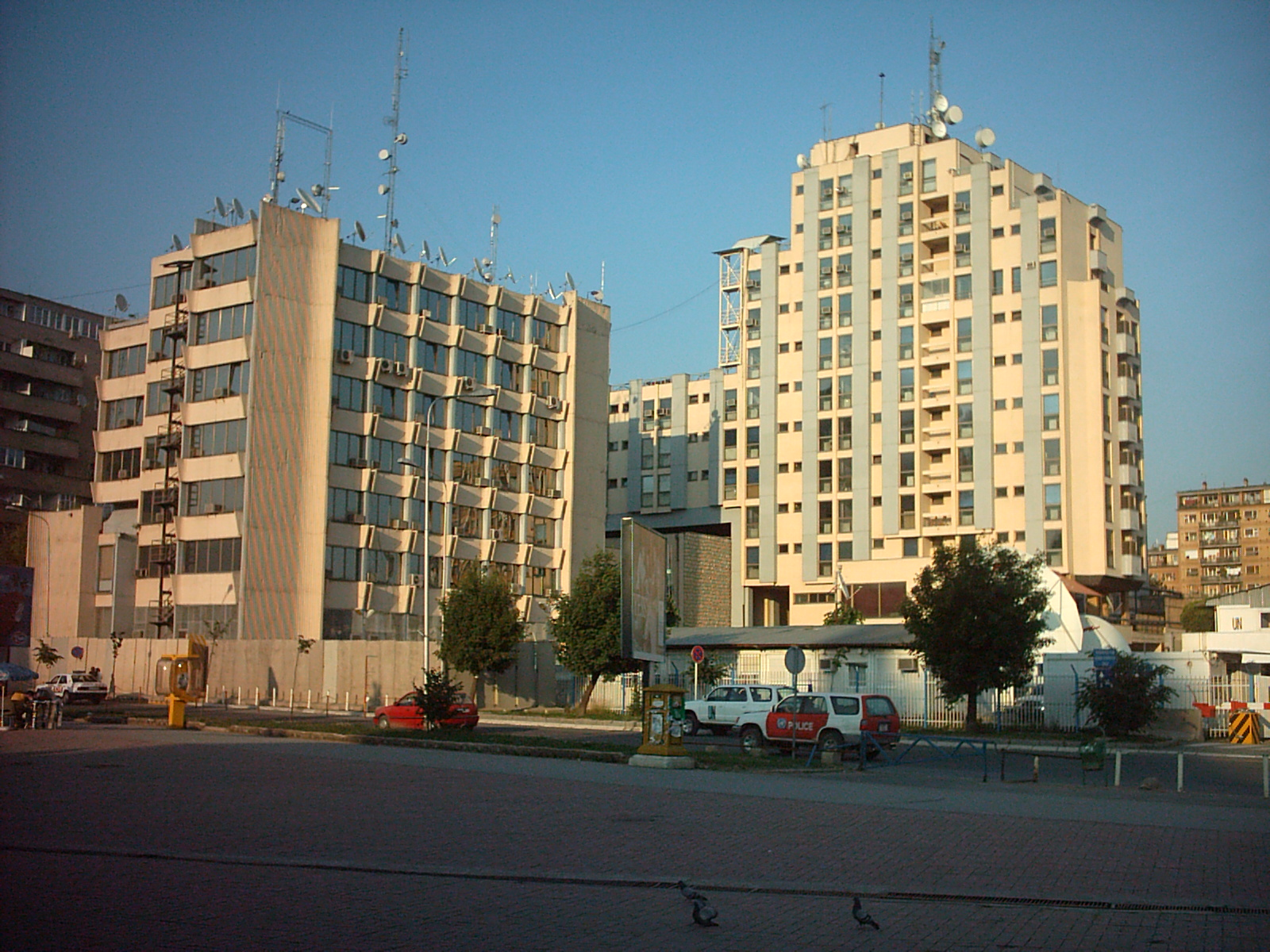
Torres da UNMIK em Pristina

Após a derrota da Sérvia na Guerra do Kosovo, o Conselho de Segurança das Nações Unidas aprovou a Resolução 1244, a fim de fornecer uma solução temporária para o problema do Kosovo. O território do Kosovo, embora manteve-se de jure como parte da República Federal da Iugoslávia, passou a ser administrada de forma autônoma e provisória pela Missão de Administração Interina das Nações Unidas no Kosovo (UNMIK), como uma força de segurança e estabilidade na região e manutenção do cessar-fogo em que foi responsável a força multinacional KFOR. Apesar disso, houve vários ataques de vingança por parte dos albaneses contra a comunidade sérvia, que levou ao seu êxodo para a Sérvia, embora os números variam de acordo com a fonte, que são entre 65.000 e 250.000 deslocados. Outros grupos sérvios formaram enclaves em partes do país, especialmente no norte do rio Ibar.
Ao longo dos anos, conseguiu-se uma certa estabilidade no Kosovo, com exceção de uma onda de violência em 2004, rapidamente controlada. Em 2001, a UNMIK decidiu entregar o governo para a comunidade albanesa do Kosovo, formando as Instituições Provisórias de Autogoverno no âmbito do novo quadro constitucional aprovado. Assim, foram estabelecidas a Assembleia do Kosovo, da Presidência e o Primeiro-Ministro, aos quais ocorreram as primeiras eleições nacionais em Kosovo naquele mesmo ano.
Conforme estabelecido pela Resolução 1244, estabeleceu-se um processo para chegar a um acordo sobre o futuro estatuto do Koso0vo. Representantes da República Federal da Iugoslávia (que em 2002 tornou-se Sérvia e Montenegro, e em 2006 representava apenas a República da Sérvia) postularam que a Resolução 1244 garantiu que o Kosovo permaneceria uma parte integrante do país, com diferentes graus de independência, enquanto que os líderes do Kosovo afirmaram que a única solução era a independência. Em 7 de outubro de 2005, o Conselho de Segurança da ONU recomendou ao início das conversações para chegar a acordo sobre o estatuto final da região, com base no relatório do enviado especial de Kofi Annan.

## Independência
Em 26 de janeiro de 2007, o finlandês Martti Ahtisaari, enviado especial da ONU para o Kosovo, anunciou os detalhes da sua proposta preliminar para o estatuto final da província. Embora o texto não faz menção direta a independência, diversos pontos apontavam para ela, como a participação em organizações internacionais, a adoção de símbolos nacionais e uma força de segurança própria. A proposta foi rejeitada pela Sérvia e pela Rússia, seu principal aliado e co direito a veto no Conselho de Segurança, entretanto, foi bem recebida pelas autoridades do Kosovo, pelos EUA e pelo Reino Unido. Em 3 de abril, Ahtisaari (que viria a receber o Prêmio Nobel da Paz por seu trabalho no Kosovo, entre outros lugares) propôs uma "independência supervisionada" do Kosovo pela comunidade internacional para proteger as comunidades minoritárias, o que foi novamente rejeitado pelos sérvios e russos. Em dezembro de 2007, a União Europeia decidiu enviar uma "missão de estabilização" (EULEX) na região do Kosovo com vista à transferência da missão da ONU no Kosovo para as mãos europeias .

Estados (em verde) que reconhecem o Kosovo como país independente

A rejeição da proposta de Ahtisaari deixou as negociações paralisadas. Assim, as autoridades do Kosovo anunciaram sua intenção de proclamar a sua declaração de independência unilateral antes do fim do processo diplomático. Ela finalmente tomou ocorreu, em 17 de fevereiro de 2008 quando a Assembleia do Kosovo, reunida em sessão extraordinária, proclamou a sua independência sob o nome de República do Kosovo . Os Estados Unidos, Grã-Bretanha e a França apoiaram abertamente a declaração, enquanto que a Sérvia e a Rússia rejeitaram completamente. Vários protestos foram realizados em Belgrado contra a declaração, enquanto que a maioria dos países da UE e dos países dos Balcãs reconheceram formalmente o novo país. No entanto, por causa da oposição russa e seu poder de veto, não foi aceito pelas Nações Unidas.
Os Russos sempre se opuseram aos movimentos separatistas do Kosovo. O então presidente russo Vladimir Putin declarou que "o reconhecimento da independência do Kosovo seria ilegal e imoral", pois reacenderiam os conflitos na região dos Bálcãs. O discurso anti-separatista de Putin foi engrossado pelo Ministro de Relações Exteriores da Rússia Serguei Lavrov. Segundo o ministro, "é a primeira vez que se aborda a saída de uma região de dentro de um Estado soberano", o que, segundo ele, poderia acirrar conflitos semelhantes em outras 200 regiões em todo mundo.
Em contrapartida, o Kremlin sugere a criação do que poderia ser chamado "mapa do caminho", o projeto sugere uma série de autonomias, mas não ocorreria a independência do Kosovo, assim como acontece em Hong Kong. A Rússia sugere supostos interesses comerciais ocidentais com a criação do Estado do Kosovo, denunciando ainda que o envio de uma missão da União Europeia à região não tinha "base legal".
Mesmo diante da declaração do presidente sérvio de que a Sérvia jamais reconhecerá a independência do Kosovo, o primeiro-ministro kosovar, Hashim Thaçi convocou e realizou uma sessão extraordinária do parlamento, onde os 109 deputados presentes votaram a favor da independência da província. Thaci solicita o envio de uma missão internacional liderada pela União Europeia para substituir a missão da ONU que administra a província desde 1999.
A imposição de países como Sérvia, Rússia e China ao reconhecimento internacional da província torna-se ainda mais latente, com a possibilidade de conflitos na região. Segundo enviados da BBC, a situação é crítica e beira a um colapso, podendo a qualquer momento estourar um conflito entre a maioria albanesa e os sérvios. No dia 16 de fevereiro de 2008, um dia antes da sessão extraordinária, mil sérvios se reuniram para protestar contra a independência kosovar. O delicado cenário em questão se tornou ainda mais explosivo após o primeiro-ministro Vojislav Kostunica declarar aos sérvios residentes na região do Kosovo que não abandonem suas casas, pois não são obrigados a reconhecer nenhuma forma de declaração independência.